# Кувен (Орн)
Кувен (фр. Couvains) насеље је и општина у северној Француској у региону Доња Нормандија, у департману Орн која припада префектури Аржантан.
По подацима из 2011. године у општини је живело 172 становника, а густина насељености је износила 9,59 становника/km². Општина се простире на површини од 17,93 km². Налази се на средњој надморској висини од 230 метара (максималној 259 m, а минималној 204 m).

## Демографија
| 1962. | 1968. | 1975. | 1982. | 1990. | 1999. | 2011. |
| ----- | ----- | ----- | ----- | ----- | ----- | ----- |
| 285   | 257   | 219   | 176   | 148   | 174   | 172   |

График промене броја становника у току последњих година